# Zdravko Šaraba
Zdravko Šaraba (in serbo Здравко Шараба?; Trebigne, 15 maggio 1980) è un ex calciatore bosniaco, di ruolo difensore.